# 2004年夏季奥运会中国体操队
2004年夏季奥林匹克运动会中国代表团体操队参加雅典夏奥会的体操比赛（包括蹦床）这次参加奥运会共计24人，其中运动员14人、官员10人，领队高健。
体操队
- 教练员6人：黄玉斌、陈雄、金卫国、陆善真、刘桂成、何花（女）
- 翻译：张红亮
- 运动员12人：
  - 女 张楠、范晔、李娅、程菲、王湉湉、林莉

- - 男 李小鹏、杨威、黄旭、邢傲伟、滕海滨、肖钦

蹦床队
- 教练员：卓贤麟、蔡光亮
- 运动员（2人）：黄珊汕（女）、穆勇峰

## 概要
中国体操队参加了所有16个项目，共获得4个项目的奖牌即1金3银，滕海滨获男子鞍马冠军。赛前寄予众望的三个项目（男子团体、跳马、高低杠）全部失利；女队仅张楠首次参加奥运会获女子全能铜牌，黄珊汕获蹦床（蹦床女子单跳）铜牌；男队除滕海滨获得一块金牌外，李小鹏获男子双杠铜牌；这次体操队和上届廿七届悉尼奥运会中国体操队获得3金2银3铜相比，可说进入低谷。

## 男子体操
1. 男子团体（黄旭／李小鹏／滕海滨／肖钦／邢傲伟／杨威）：预赛列4位，成绩229.507；决赛列5位，成绩171.257（日本第一，成绩173.821）。
2. 男子双杠：
  - 预赛：李小鹏，列3，9.787；黄旭，列20，9.675；杨威，列24，9.625；肖钦，列38，9.525；滕海滨，列81，6.775；
  - 决赛：李小鹏，列3，9.762（乌克兰的古查洛夫第一，9.787）。
3. 男子单杠：预赛，肖钦，9.750，4；决赛9.737，列6位（意大利的卡西那9.812，第一）
4. 男子跳马：预赛，李小鹏第1，9.800；决赛9.368，第7（西班牙的德菲尔9.737，第一）
5. 男子吊环：中国队无人进入决赛，预赛成绩：杨威9.712，10； 黄旭 9.712，11；李小鹏9.112，61；邢傲伟8.925，68。
6. 男子鞍马：预赛：滕海滨9.800，3；黄旭9.737，7；邢傲伟 9.650，16；杨威9.525，27；滕海滨和黄旭进入决赛；决赛滕海滨9.837获得冠军，黄旭9.775列第4位。
7. 男子自由体操：加拿大的舒菲尔特9.787，第一，中国无人进入决赛；预赛成绩，邢傲伟9.637，19；杨威9.412，40位。
8. 男子全能：杨威参加，预赛和决赛成绩分别是57.374和57.361，均列第7位。

## 女子体操
1. 女子自由体操：程菲进入决赛，预赛：程菲9.650，列2；王湉湉9.475，13；张楠9.437，16；决赛程菲9.412，列4位（罗马尼亚的波诺尔9.750，第一）
2. 女子跳马：王恬恬进入决赛；预赛王恬恬9.381，列8位，程菲9.300列11位；决赛王恬恬9.081列第7位（罗马尼亚罗素9.656，第一）
3. 女子高低杠：林莉和李娅进入决赛。预赛：林莉9.700第2位，李娅9.675第3位，范晔9.600第9位，张楠9.525第18位，王湉湉9.512第20位。决赛：李娅和林莉分别得分9.562、9.200，列第5和第7位。
4. 女子平衡木：李娅、張楠进入决赛。预赛：李娅9.600第6位， 张楠9.550第8位， 范晔9.437第16位。决赛：张楠9.237第6位，李娅9.050第7位。
5. 女子团体：预赛中国151.085第3位，决赛110.008列7位。
6. 女子个人全能：预赛张楠进入决赛；预赛：张楠38.049第3位，王湉湉36.799第13位；决赛：张楠38.049第三（美国卡莉·帕特森38.387，第一）

## 蹦床
中国开展这一运动不过5年时间。
1. 蹦床女子单跳：预赛黄珊汕在规定动作获得26.40分，自选动作获得39分，以总成绩65.40排在第4位进入决赛；决赛39分获得第3名（德国选手多格纳泽39.60第一）。
2. 男子蹦床：穆勇峰预赛排名第10位未进入决赛。

| 参加2004年夏季奥林匹克运动会的中国代表团各主要参赛项目 |      |      |        |        |      |          |      |
| 跳水                                                   | 举重 | 射击 | 乒乓球 | 羽毛球 | 田径 | 跆拳道   | 柔道 |
| 游泳                                                   | 网球 | 体操 | 摔跤   | 皮划艇 | 排球 | 花样游泳 |      |